# 林園區

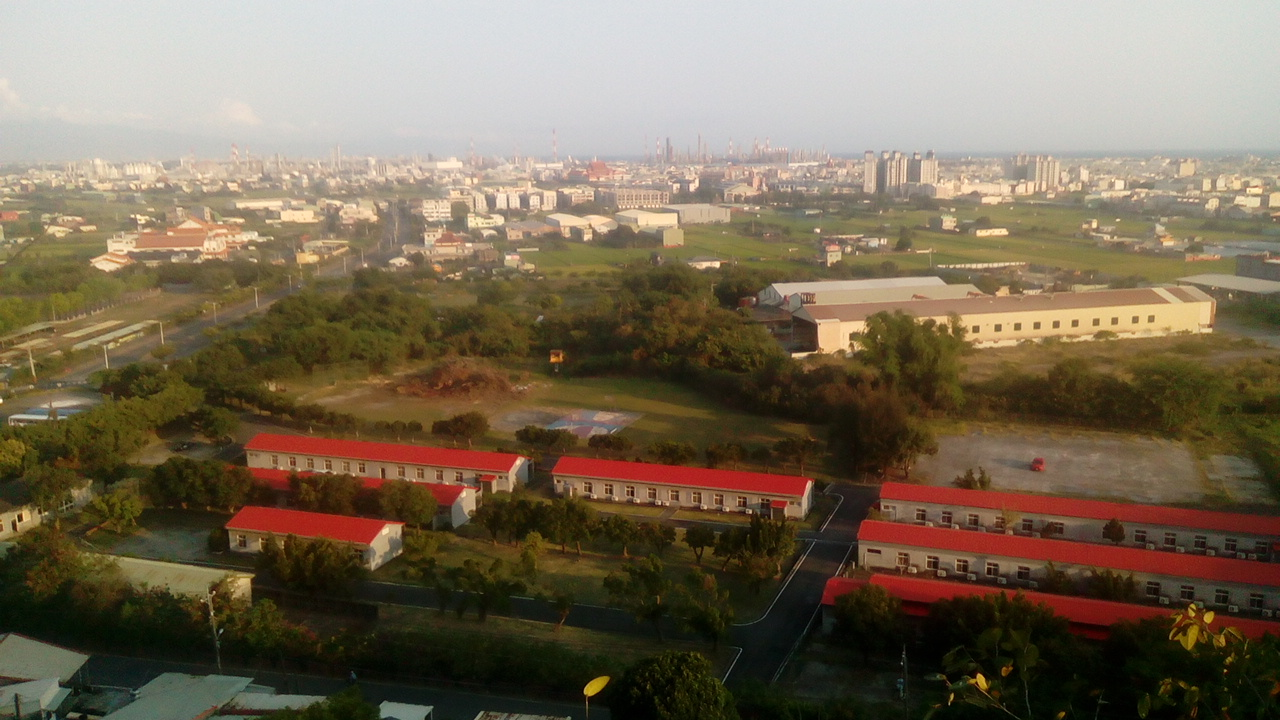
從清水巖山頂眺望林園區及石化工業區

22°30′26″N 120°23′42″E / 22.5071324°N 120.3949024°E
林園區，舊稱「林仔邊」，日治時期改稱「林園」，前身「林園鄉」，位於臺灣高雄市最南端，高屏溪的出海口，北毗大寮區，西倚鳳山丘陵接小港區，東隔高屏溪鄰屏東縣新園鄉，西南濱台灣海峽與屏東縣琉球鄉（小琉球）遙遙相望。
此區地勢平坦，適宜農耕，同時擁有中芸、汕尾兩大漁港，漁獲量豐富，養殖漁業亦發達。1973年起政府在此興建石油化學工業區（十大建設項目之一），使本區由「魚米之鄉」轉變為台灣石化工業的重鎮。

## 區名由來
林園位處鳳山林木茂盛之邊，故稱「林仔邊」，明鄭時期名為小竹里，士紳的父系祖先大都由福建漳州府渡海來台。
南明永曆六年（清順治九年，1652年）四月鄭成功圍漳州，九月二十六日退守龍溪縣城（古縣城），十月初一清兵攻陷縣城，兩方砲火激烈，致龍溪古縣城的陳、林、黃、王、廖、韓、蔡、溫、侯等姓人士的家園被戰火燒毀，這些人士因此多隨鄭成功到臺灣發展，定居於小竹里，許多鄉人並在民宅奉祀漳州府龍溪縣謝王公廟奉祀的「謝大王」，即晉代名將謝安。
清代時小竹里非常繁榮，故分為兩個里，小竹上里、小竹下里，現在興濟宮到福德廟的福興街，是商業文化的重心，林園人稱為「林邊街」，所以老一輩的人要到林園街上都稱去「林邊街仔」，現在又稱『舊街』，當時仍沒有「林園」這個名稱。
清乾隆52年（1787年），有一名唐山客帶著香火來臺經商，回程時因欲解手，暫時將香火懸掛在樹上，夜間大放靈光，由於神蹟不斷，成為當地居民的守護神，但因不詳其名，有鄉民向自宅奉祀的「謝大王」扶乩求問，神諭稱：「此香火即我香火」，方得知是謝王公廟香火，因而築草庵奉祀，即今林園廣應廟。
臺灣日治時期大正9年（1920年）設高雄州，日本官吏認為「林邊」與屏東「林邊」為同名，徵求仕紳協助改名，當地的長老想起了漳州龍溪縣謝王公祖廟的龍溪縣古縣城中心鸛林（現稱下半林）和園中（現稱上半林）兩地，故取“林”、“園”二字命名，以示懷念祖籍。日本人也很喜歡這個名字，認為「林園」的日文發音與「林邊」相近，且意境很好，一如隱士，因此依議定名為「林園」，設「林園」。林園之地名自此出現，並沿用至今。

## 歷史

### 區史沿革
本區歷史可分六個時期：
- 考古時期（？－1624年）—林園區境內，原屬番社，為平埔族生番西拉雅族支族馬卡道族（Siraya Makatao）聚處，在目前已發現七處考古遺址，可知大約在四百年前到六千五百年前，就有先住民在此住過，而且遍及區境內的鳳山丘陵，漢人入侵以後，始被迫陸續遷離或漢化。
- 荷治時期（1624年－1661年）—從史籍所載的零星記錄，本地在十六世紀就有漢裔漁民蹤跡，每屆烏魚汛期（每年11月底起至翌年1月中旬為止），就有很多漁戶，來自閩南，從事漁業，並於沿海一帶搭建小茅屋（藏藔）停歇。
- 明鄭時期（1661年－1683年）—鄭成功鄭氏陸軍中權鎮在小竹里建立「中權莊」進行屯墾。
- 清治時期（1683年－1895年）—康熙23年（1684）隸屬鳳山庒；嗣後改為小竹橋庄→小竹庄→小竹下里。清康熙年間，設【西溪汛】，屬安平水師【右營標】，因地屬扼要，故置兵分守。
- 日治時期（1895年－1945年）—明治34年（1901年）隸屬鳳山廳小竹下里林子邊庄；大正9年（1920年），隸屬高雄州鳳山郡管轄，稱為林園，設置庄役場（即現今區公所）。
- 戰後時期（1945年－）－1945年日本結束台灣統治，民國35年（1946年）頒佈實施台灣省鄉鎮組織規程，林園庄改為林園鄉，隸屬高雄縣。2010年12月25日高雄縣市合併，改為高雄市林園區。

### 歷史地名
- 小竹橋、小竹里（再分小竹上、下里）
- 西溪[1]
- 中港[2]，在小竹里，縣東南二十五里，源受中厝溪，南行兼納下廍窟合流入海，兩岸相距里許，商船便於出入。
- 頂林仔邊街[3]，在小竹里，縣東南二十里，逐日為市（註：按頂林仔邊位居海口，中港為小竹里《東小竹、西鳳山》對外通商口岸，小竹里最早亦僅此一條街）。
- 清朝康熙年間地圖中，有提到中阬門（坑仔口，為今中門村）、金京潭（金荊潭 為今潭頭村）與打鹿洲（為今三庄，林內、中厝、潭頭地帶）等聚落名稱。
- 清《鳳山縣采訪冊》記載小竹里轄庄九十五，林園地區就有四十個，計有：林內庄、潭頭庄、中厝庄、後厝庄、溪洲庄、灣仔內、中港庄、西溪庄、半廍庄、後大厝、罟仔寮、山腳、大湖庄、濫尾庄、瓦窰溝、三張廍、王公廟、檨仔林、頂厝庄、二阬庄、頂嵌仔、港仔埔、港仔嘴、林內仔、廍邊庄、頂林仔邊街、頂林仔邊、牛埔內、頂溝墘、下溝墘、韮菜園[4]、牛埔庄、中芸庄、中線庄、五塊厝、苦楝腳、柚仔腳、椰樹庄、田中央、溪洲仔等庄。另鳳鼻頭、中阬門歸屬鳳山里。
- 林仔邊，日明治28年（1894年）6月至29年隸屬台南縣鳳山支廳小竹下里管轄。
- 林園，日大正９年（1920年），隸屬高雄州鳳山郡管轄，稱為林園庄，設置庄役場。
- 日治時期林園庄轄域內分為：汕尾、中芸、港子埔、王公廟、潭頭、林子邊、溪洲七個大字，苦苓腳、中坑門兩個小字。

### 重要事件
1988.7.20　中油林園廠油管破裂，重油外洩，嚴重汙染魚塭。
1988.7.23　南帝化學工業公司燃燒塑膠廢料造成汙染，在居民抗議下，廠方簽下切結書不再燃燒。
- 鳳山事件 [6]（日。政治事件）
- 林園事件（1988年。環保事件）
- 反三輕[7] [8]

## 地理

### 地形氣候
林園區東臨高屏溪，南臨台灣海峽，北倚鳳山丘陵；山、海、河環繞，全境屬於高屏溪河口三角洲之沖積平原，地勢平坦。在地質土壤方面，本鄉靠山部份地質屬於黏土質及砂質壤土，土壤肥沃；臨溪、海部份則屬沖積砂質地。在氣候方面，本區地處在北迴歸線以南，為熱帶海洋型氣候，雨量充足。

### 早期河川水利
根據清光緒20年（1894年）盧德嘉彙纂《鳳山縣采訪冊》裡關於林子邊（現林園鄉地帶）河川和水利灌溉網路如下：
- 淡水溪，縣治諸溪，當以此為最（按縣治緯溪凡四十六條，而經溪只此一條）。
- 林內溝，縣東南十八里，源受朝天嶺雨水，東行里許，入金京潭。
- 陳爺濫溝（上有溪洲仔橋），在小竹里溪洲仔莊西，縣東南二十里，源由金京潭分支，東南行二里許，入中厝溪；
- 苦苓腳溝，縣東南十九里，源受清水巖池，東南行二里許，入苦苓腳窟。
- 港仔埔溝，在小竹里港仔埔橋下，縣東南二十里，源受苦苓腳窟，南行里許，由本莊尾入海。
- 中坑門溝，在鳳山里，縣東南二十三里，源受鳳山雨水，西南行里許，至本莊腳入海。
- 中厝溪（官渡），在小竹里，縣東南十八里，源由淡水溪下游分支西南行，兼納新莊仔、陳爺濫二溝，過頂林仔邊溪（官渡），滙下廍窟，由中港入海，長十四里。

### 現今川渠
- 高屏溪【昔淡水溪，俗稱大溪】，長度171公里，發源於玉山山脈，經林園區出海，上游有楠梓仙溪、荖濃溪，是台灣流域面積最大的河川。
- 林園排水幹線【昔淡水溪歧流，俗稱小溪】，長14,065公尺，自大寮區新庄支線交叉點經本區至東汕里流入高屏溪出海口。
  - 林內支線【昔林內溝】，長2,134公尺，自鳳山水庫經由林內里流入林園排水幹線。
- 中芸排水幹線【昔中厝溪】，長2,385公尺，自王金德先生雞場到中芸漁港出海。
  - 潭頭支線【昔中厝溪、陳爺濫溝】，長2,514公尺，自中厝里經由潭頭里至王金德先生雞場止連接中芸排水幹線。
  - 溪州支線【昔中厝溪、陳爺濫溝】，長1,877公尺，自中厝村大義路經由潭頭13鄰至王金德雞場連接中芸排水幹線。
  - 林園支線【昔頂林仔邊溪】，長2,659公尺，自頂瓦窰溝經由王公里、林園里、文化路、中芸里連接中芸排水幹線。
- 港埔排水幹線【昔苦苓腳溝、港仔埔溝】，長3,585公尺，自林家里經由頂厝里、港埔里出海口止。
- 中門排水幹線【昔中坑門溝】，長2,128公尺，自部隊岸勤營經由龔厝里至中門里出海口止。

### 人口
根據高雄市政府民政局統計，2024年底林園區戶數約2.8萬戶，人口約6.8萬人，區內人口最多與最少的里分別是頂厝里與西汕里，2024年底兩里人口分別為5,414人與773人。

## 政治

### 歷任首長

#### 鄉長
| 屆序 | 姓名   | 備註                                                 |
| 1    | 林祺瑞 |                                                      |
| 2    | 劉柏泉 |                                                      |
| 3    | 劉柏泉 |                                                      |
| 4    | 黃萬教 |                                                      |
| 5    | 黃萬教 |                                                      |
| 6    | 林先文 |                                                      |
| 7    | 黃萬教 |                                                      |
| 8    | 黃萬教 |                                                      |
| 9    | 黃清景 |                                                      |
| 10   | 黃清景 |                                                      |
| 11   | 王方員 | 姪子王耀裕（中國國民黨籍）為高雄市議員               |
| 12   | 王方員 |                                                      |
| 13   | 張美麗 |                                                      |
| 14   | 黃兆呈 |                                                      |
| 15   | 韓賜村 | 2010年當選首屆高雄市第十一選區市議員（民主進步黨籍） |

#### 區長
2010年12月25日起改制為林園區，區長由直轄市長官派。
| 任期      | 姓名   | 備註                 |
| 2010~2016 | 陳興發 | 原鄉公所主任秘書     |
| 2016~2019 | 謝水福 | 原旗津區長           |
| 2019~2022 | 陳興發 | 原林園區長及燕巢區長 |
| 2022~現任 | 簡水彬 | 原林園區公所主任秘書 |

### 區政組織
林園區公所是高雄市政府在林園區的派出機關，在中華民國政府架構中為市政府綜理區政的執行機關，上級業務監督機關為高雄市政府。区长由市長任命，其任期為無任期保障。在區長及主任秘書之下，設有4課4室等8個內部單位。

### 行政區劃
- 1950年劃分為19村：林園村、東林村、溪洲村、潭頭村、中厝村、林內村、王公村、林家村、龔厝村、頂厝村、港埔村、港嘴村、中門村、中芸村、鳳芸村、西溪村、東汕村、西汕村、北汕村
- 1997年
  - 林園村劃分為林園村、仁愛村
  - 東林村劃分為東林村、文賢村
  - 溪洲村劃分為溪洲村、五福村
  - 王公村劃分為王公村、廣應村
  - 北汕村劃分為北汕村、中汕村
- 2010年共24村改制為里

| 林園區行政區劃 |  |  |  |  |  |
|                |  |  |  |  |  |

### 警政治安
- 高雄市政府警察局林園分局 (07)641-2004
  - 林園派出所 (07)641-2013
  - 中芸派出所 (07)641-2792
  - 港埔派出所 (07)641-3695
- 高雄市政府警察局交通警察大隊 (07)231-764
  - 第6分隊林園分隊 (07)782-6500 （實際位於大寮區忠義里鳳林四路353號，與林園分局忠義派出所合署辦公）

## 經濟

### 農漁產品
- 林園區是高屏溪河口沖積平原，三角洲農漁產豐富，號稱“魚米之鄉”。盛產有三金：黑金（烏魚[13]）、白金（鰻苗、虱目魚苗）、黃金（稻米和美濃香瓜、小黃瓜）等農漁產品。
- 農產：昔以稻米及甘蔗為大宗，現今以洋蔥、小黃瓜、美濃瓜及蔬菜為主。
- 漁產：有中芸漁港和汕尾漁港，以沿海捕撈漁業（現撈仔）及高價值精緻養殖漁業為主，季節性赤尾青、丁香魚、鰻苗、烏魚等次之。主要養殖九孔、石斑（老鼠斑、龍膽石斑、老虎斑、點帶石斑）、蝦類（白蝦、草蝦、沙蝦）、鰻魚、虱目魚、金目鱸、金鐘、紅衫等。

### 商業及服務業
分布於林園老街(福興街)、新街(林園北路)、文化街、東林西路一帶，為林園地區的商業中心。
- 商業主要是販售日常用品及農漁產品，經營業者大都以外地人前來租店營業者居多，林園在地店家則收取租金。
- 服務業，以公家機關(區公所、衛生所、警察局、電信局、郵局、電力公司)及銀行、農會、教會、加油站等。

### 石化工業
林園石油化學工業區，是政府籌劃十大建設之一，於民國62年（1973）底開始動工，於民國64年（1975）開發完成，面積達403.6公頃，96年（2007）年產值約達2,740億元，為南部最大石化工業區。以中油林園廠為核心，中下游廠家有李長榮化工、南帝化工、永嘉化學、中國合成橡膠、台灣石化合成、信昌化學、台灣苯乙烯、和益化學、台灣塑膠、台達、中日合成、東聯、南亞塑膠、中美和、聯成、合興化工、阿科化學、亞洲聚合等18家公司在此設廠。目前擴增至26家，其中石化中下游相關產業廠商計24家。

## 文化

### 宗教信仰

#### 道教和臺灣民間信仰
| 區域                                                      | 廟宇名稱         | 創建年份 | 主祀神明              | 地址                       | 備註                      |
| 林園、三張廍、林內仔、韭菜園、 椰樹、田中央、五塊厝       | 林園廣應廟       | 1813     | 謝府千歲              | 廣應里王公路340號          | 王公廟                    |
| 林園、三張廍、林內仔、韭菜園、 椰樹、田中央、五塊厝       | 林園興濟宮       | 1661     | 保生大帝              | 林園里忠孝西路18號         | 頂林仔邊街頭              |
| 林園、三張廍、林內仔、韭菜園、 椰樹、田中央、五塊厝       | 東林福德廟       | 1749     | 福德正神              | 東林里福興街48號           | 頂林仔邊街尾              |
| 林園、三張廍、林內仔、韭菜園、 椰樹、田中央、五塊厝       | 三張廍文昌宮     | 1912     | 五文昌帝君            | 王公里王公路66之1號        |                           |
| 林園、三張廍、林內仔、韭菜園、 椰樹、田中央、五塊厝       | 林內仔鳳林寺     | 略       | 觀音佛祖              | 王公里王公路236號          |                           |
| 林園、三張廍、林內仔、韭菜園、 椰樹、田中央、五塊厝       | 韭菜園百蓮寺     | 1948     | 觀音佛祖              | 文賢里康樂街55號           |                           |
| 林園、三張廍、林內仔、韭菜園、 椰樹、田中央、五塊厝       | 椰樹龍鳳宮       | 1976     | 黃府姑娘              | 頂厝里椰樹南巷15號         |                           |
| 林園、三張廍、林內仔、韭菜園、 椰樹、田中央、五塊厝       | 田中央瑞鳳宮     | 1957     | 林奶夫人              | 頂厝里田厝路100巷5號       | 亦稱「田厝」              |
| 林園、三張廍、林內仔、韭菜園、 椰樹、田中央、五塊厝       | 五塊厝龍濟宮     | 略       | 天上聖母              | 五福里沿海路一段26巷1弄2號 |                           |
| 頂厝、內厝、過溝、港埔、 港嘴、後大厝                     | 頂厝董龍宮       | 1941     | 董府千歲              | 頂厝里頂厝路62號           |                           |
| 頂厝、內厝、過溝、港埔、 港嘴、後大厝                     | 北極殿靈聖堂     | 略       | 玄天上帝              | 頂厝里頂厝路13巷51號       |                           |
| 頂厝、內厝、過溝、港埔、 港嘴、後大厝                     | 內厝先鋒廟       | 1934     | 周黃府四元帥          | 頂厝里頂厝路133巷26號      | 先鋒公 （本名：周黃庭沈） |
| 頂厝、內厝、過溝、港埔、 港嘴、後大厝                     | 過溝觀音寺       | 1984     | 觀世音菩薩            | 頂厝里過溝1巷2號           |                           |
| 頂厝、內厝、過溝、港埔、 港嘴、後大厝                     | 港埔港龍宮       | 1910     | 池府千歲              | 港埔里港埔路42號           |                           |
| 頂厝、內厝、過溝、港埔、 港嘴、後大厝                     | 港埔清龍宮       | 略       | 黃府千歲              | 港埔一路35號               |                           |
| 頂厝、內厝、過溝、港埔、 港嘴、後大厝                     | 港嘴崑龍宮       | 1917     | 崑府千歲              | 港嘴里港嘴二路154號          |                           |
| 頂厝、內厝、過溝、港埔、 港嘴、後大厝                     | 港嘴池鳳宮       | 1970     | 池府千歲              | 港嘴里港嘴一路3號            |                           |
| 頂厝、內厝、過溝、港埔、 港嘴、後大厝                     | 後大厝協天宮     | 1950     | 關聖帝君              | 西溪里後厝路18號           |                           |
| 頂磘溝、龔厝、頭前厝、後壁厝、 苦苓腳、海墘、中坑門、下厝 | 頂磘溝福德宮     | 1976     | 福德正神              | 廣應里磘溝122號            |                           |
| 頂磘溝、龔厝、頭前厝、後壁厝、 苦苓腳、海墘、中坑門、下厝 | 龔厝聖帝殿       | 略       | 關聖帝君              | 龔厝里龔厝路72巷10號       |                           |
| 頂磘溝、龔厝、頭前厝、後壁厝、 苦苓腳、海墘、中坑門、下厝 | 頭前厝三清殿     | 1951     | 清水祖師              | 龔厝里前厝路4巷9號         |                           |
| 頂磘溝、龔厝、頭前厝、後壁厝、 苦苓腳、海墘、中坑門、下厝 | 後壁厝慈鳳宮     | 略       | 池府千歲              | 龔厝里後厝路228號          |                           |
| 頂磘溝、龔厝、頭前厝、後壁厝、 苦苓腳、海墘、中坑門、下厝 | 苦苓腳龍潭寺     | 略       | 觀世音菩薩            | 林家里林家路270巷18號        | 林家龍潭寺                |
| 頂磘溝、龔厝、頭前厝、後壁厝、 苦苓腳、海墘、中坑門、下厝 | 海墘進發宮       | 1966     | 天上聖母              | 中門里海墘路103巷4號         | 中門里進發宮              |
| 頂磘溝、龔厝、頭前厝、後壁厝、 苦苓腳、海墘、中坑門、下厝 | 中坑門金興宮     | 1975     | 金府千歲              | 中門里下厝路70巷3之3號     |                           |
| 頂磘溝、龔厝、頭前厝、後壁厝、 苦苓腳、海墘、中坑門、下厝 | 下厝林鳳宮       | 1875     | 陳府夫人              | 中門里下厝路89巷5之8號     |                           |
| 中港、罟仔寮、半廍、西溪、 中芸、汕尾、力行新村           | 中港福安宮       | 1946     | 灝府陸龍千歲          | 西溪里中港路20號           |                           |
| 中港、罟仔寮、半廍、西溪、 中芸、汕尾、力行新村           | 菇仔寮郭龍宮     | 1964     | 郭府千歲              | 西溪里半廍路30號           |                           |
| 中港、罟仔寮、半廍、西溪、 中芸、汕尾、力行新村           | 西溪半廍保生宮   | 略       | 保生大帝              | 西溪里半廍路59號           |                           |
| 中港、罟仔寮、半廍、西溪、 中芸、汕尾、力行新村           | 西溪賜安宮       | 1961     | 吉府千歲              | 西溪里西溪路71號           | 黃姓                      |
| 中港、罟仔寮、半廍、西溪、 中芸、汕尾、力行新村           | 西溪北極殿       | 略       | 玄天上帝              | 西溪里西溪路32號           | 李姓                      |
| 中港、罟仔寮、半廍、西溪、 中芸、汕尾、力行新村           | 中芸鳳芸宮       | 1898     | 天上聖母              | 鳳芸里鳳芸路78號           | 四年一科媽祖海巡          |
| 中港、罟仔寮、半廍、西溪、 中芸、汕尾、力行新村           | 中芸靈帝殿       | 1947     | 何府千歲              | 中芸里中芸路1號            |                           |
| 中港、罟仔寮、半廍、西溪、 中芸、汕尾、力行新村           | 汕尾爐濟殿       | 1923     | 關聖帝君              | 東汕里東汕路26號           |                           |
| 中港、罟仔寮、半廍、西溪、 中芸、汕尾、力行新村           | 汕尾北極殿       | 1948     | 玄天上帝              | 中汕里北汕路15號           |                           |
| 中港、罟仔寮、半廍、西溪、 中芸、汕尾、力行新村           | 汕尾東鳳宮       | 1951     | 溫府七府千歲          | 東汕里東汕路3號            |                           |
| 中港、罟仔寮、半廍、西溪、 中芸、汕尾、力行新村           | 汕尾慈天宮       | 1951     | 天上聖母              | 中汕里北汕路33巷11號       |                           |
| 中港、罟仔寮、半廍、西溪、 中芸、汕尾、力行新村           | 力行新村平水廟   | 1973     | 平水大王              | 北汕里力行路5號            | 大陳義胞信仰              |
| 清水巖、溪州、林內、 潭頭、中厝                           | 林園清水巖清水寺 | 1666     | 觀音佛祖              | 潭頭里清水岩路214號        |                           |
| 清水巖、溪州、林內、 潭頭、中厝                           | 林園廣濟宮       | 1989     | 釋迦摩尼佛 觀世音菩薩 | 潭頭里清水岩路98巷18號     |                           |
| 清水巖、溪州、林內、 潭頭、中厝                           | 溪州清水寺       | 1796     | 觀世音菩薩            | 溪州里溪州二路54號         |                           |
| 清水巖、溪州、林內、 潭頭、中厝                           | 溪州東興宮       | 1999     | 太陽星君              | 溪州里溪州一路56巷3號      |                           |
| 清水巖、溪州、林內、 潭頭、中厝                           | 溪州天師廟       | 略       | 張天師                | 溪州里溪州一路142巷4號     |                           |
| 清水巖、溪州、林內、 潭頭、中厝                           | 林內福德廟       | 略       | 福德正神              | 林內里林內路77號           |                           |
| 清水巖、溪州、林內、 潭頭、中厝                           | 三庄三元殿         | 1946     | 三官大帝              | 中厝里三官路12號           |                           |
| 清水巖、溪州、林內、 潭頭、中厝                           | 潭頭太子宮       | 略       | 中壇元帥              | 潭頭里潭頭路198巷1號       |                           |
| 清水巖、溪州、林內、 潭頭、中厝                           | 潭頭三皇宮       | 略       | 三官大帝              | 潭頭里潭頭路168巷2號       |                           |
| 清水巖、溪州、林內、 潭頭、中厝                           | 中厝城隍廟       | 1992     | 城隍爺                | 中厝里大義路111巷6號       |                           |
| 清水巖、溪州、林內、 潭頭、中厝                           | 竹坑廣安宮       | 略       | 謝府二元帥            | 林家里龍潭路120巷3號         | 竹坑舊名「轎間」          |

#### 佛教
- 林溪禪寺
- 普願寺
- 西如寺

#### 基督宗教
| 宗派                             | 教會（禮拜堂 / 聖堂）            |
| -------------------------------- | -------------------------------- |
| 天主教                           | 聖奧斯定堂                       |
| 路德宗（信義會）                 | 臺灣信義會林園利河伯教會         |
| 歸正宗長老會（臺灣基督長老教會） | 林園教會、中芸教會               |
| 浸禮宗（浸信會）                 | 林園浸信會（林園福音中心）       |
| 召會                             | 高雄市召會林園北路會所           |
| 靈糧堂                           | 林園活泉靈糧堂                   |
| 其他                             | 高雄市教會聚會所林園區教會聚會所 |

### 文化古蹟
- 鳳鼻頭（中坑門）遺址[20]、「林家村遺址 」、「天明園遺址 」、「清水巖遺址 」、「潭頭山遺址Ⅰ 」、「潭頭山遺址Ⅱ 」和「鳳山水庫遺址 」等七處，其中鳳鼻頭（中坑門）遺址經文建會公告指定為「國定遺址」。
- 清水巖原日軍戰備坑道[21]（歷史建築物）
- 林園港埔黃家(江夏派)古厝[22]（歷史建築物）
- 原頂林仔邊警察官吏派出所（歷史建築物）
- 林園糖鐵火車站[23]（已於2007年遭拆毀）
- 林園老街（福興街、林園北路）
- 林園安樂樓
- 林園港埔黃家安記棧（百年老棧，尚未列為古蹟或歷史建築物）[24]

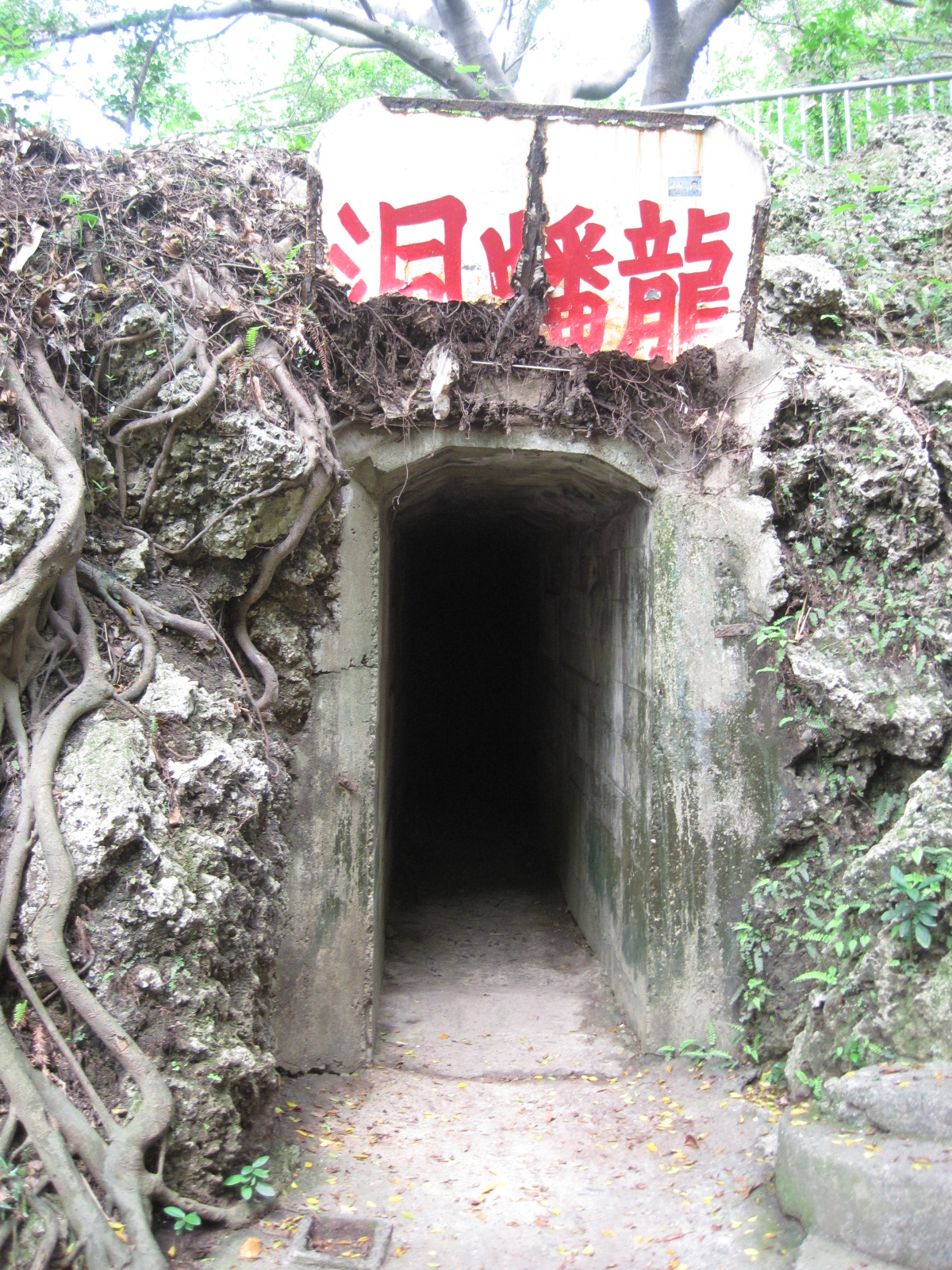
清水巖原日軍戰備坑道.JPG
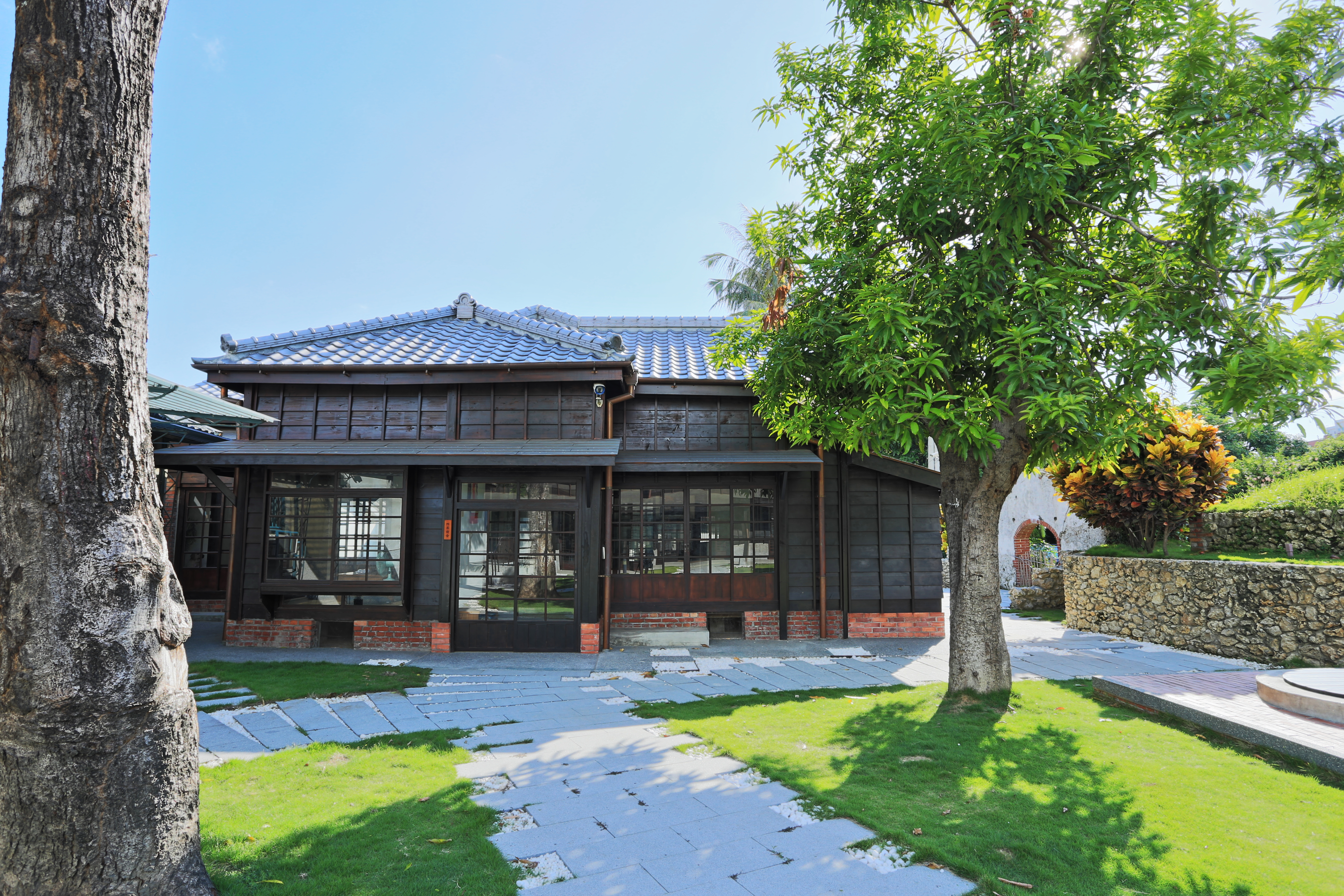
原頂林仔邊警察官吏派出所
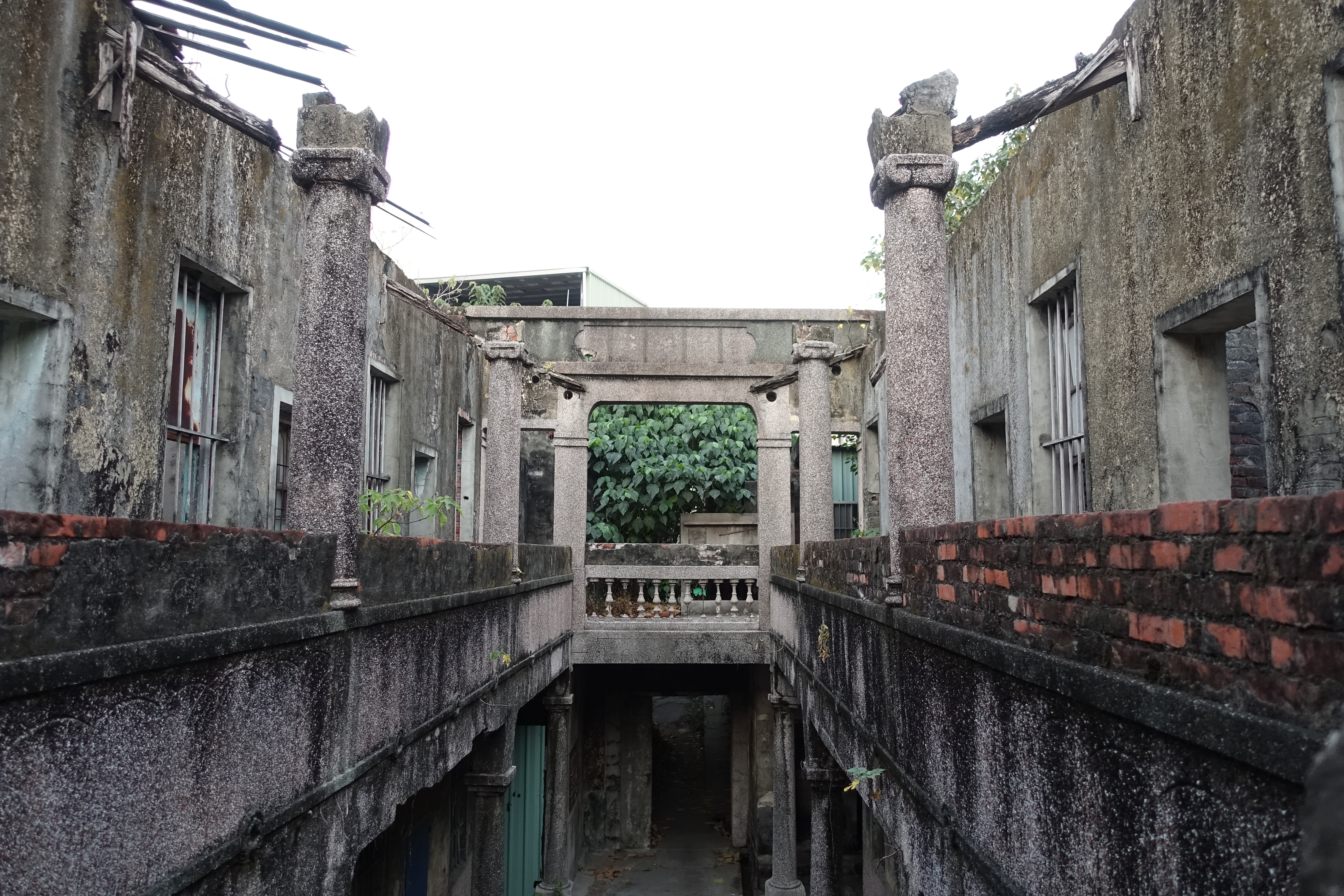
林園安樂樓
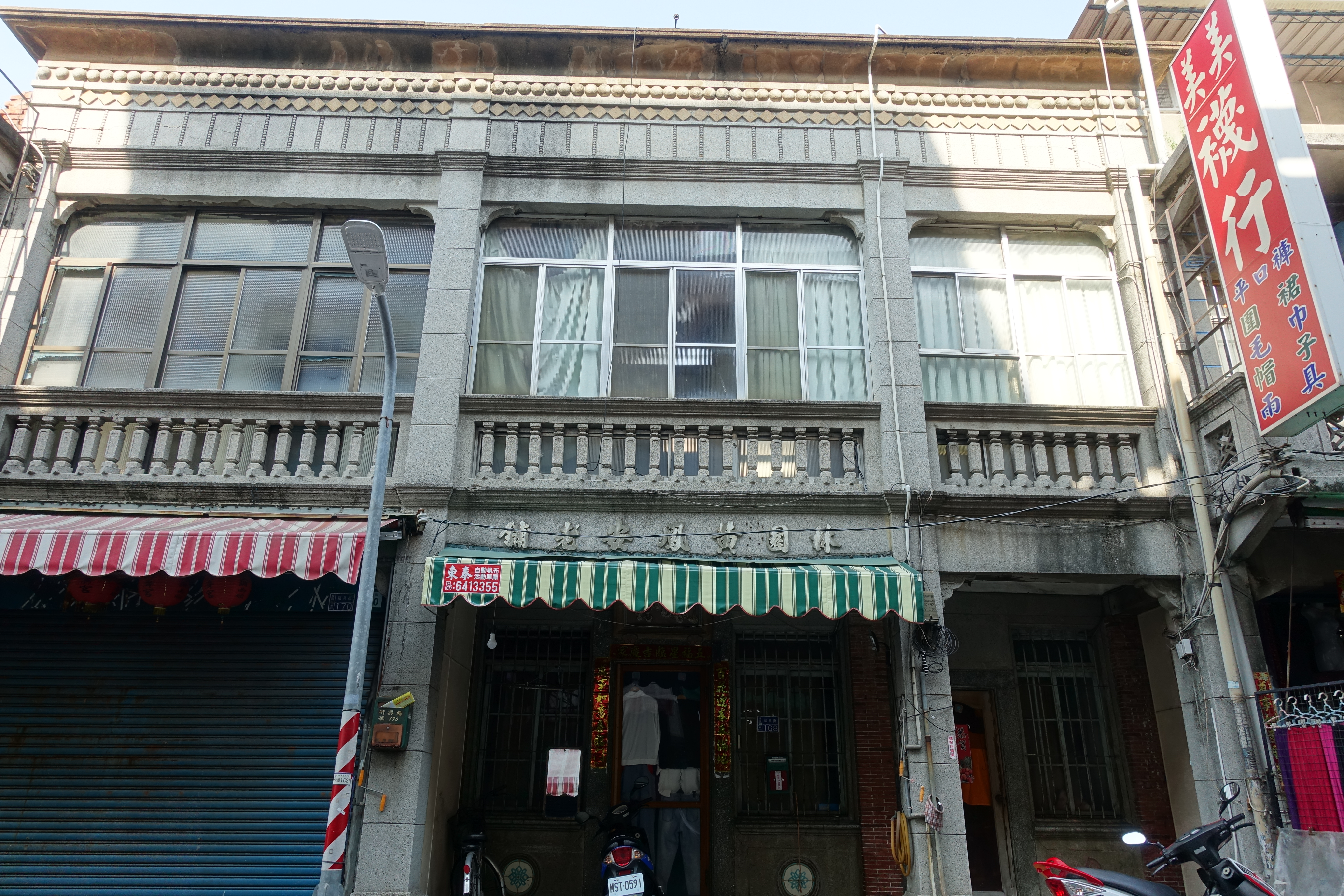
林園老街上的黃鳳安老舖
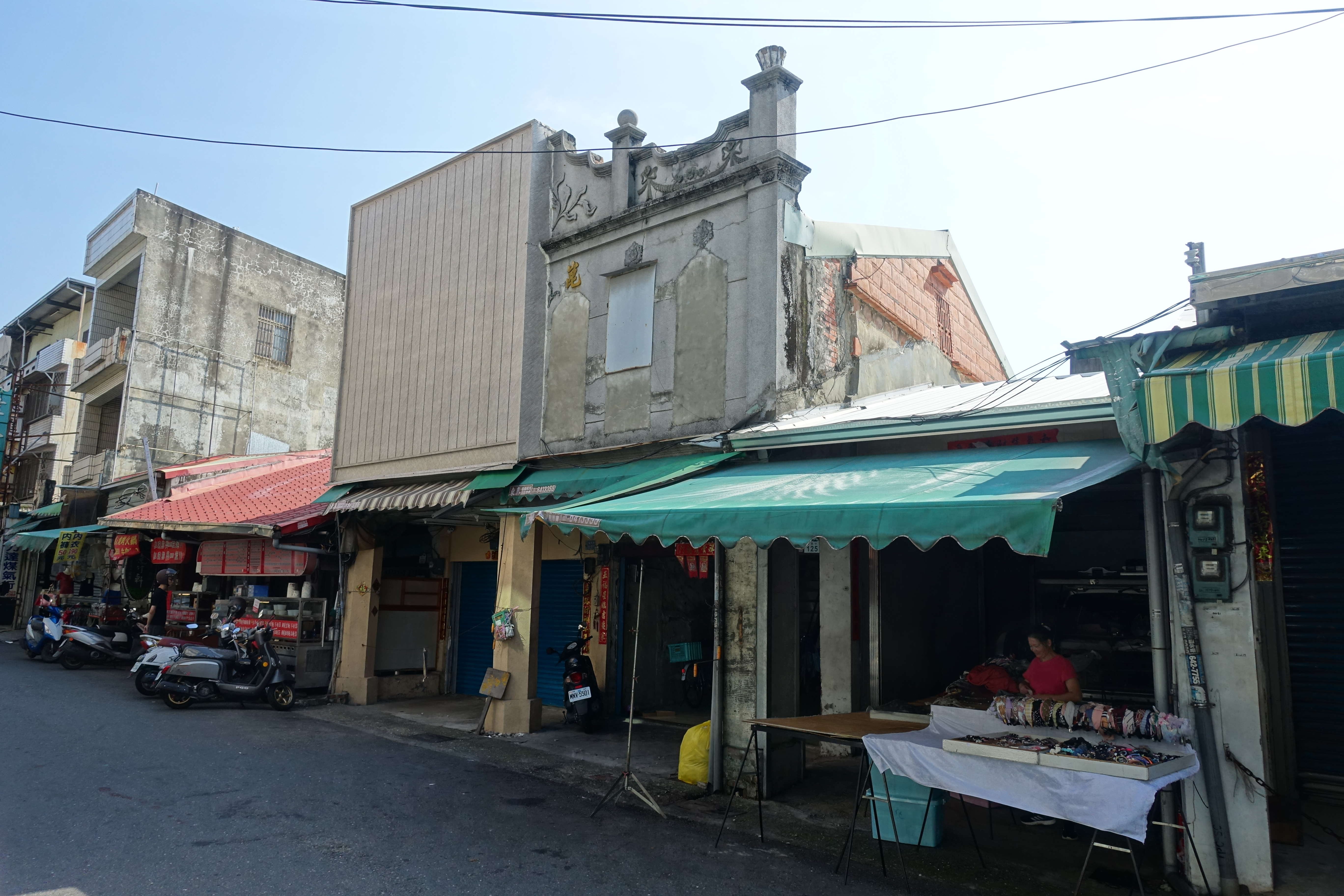
林園老街上的崑記商號
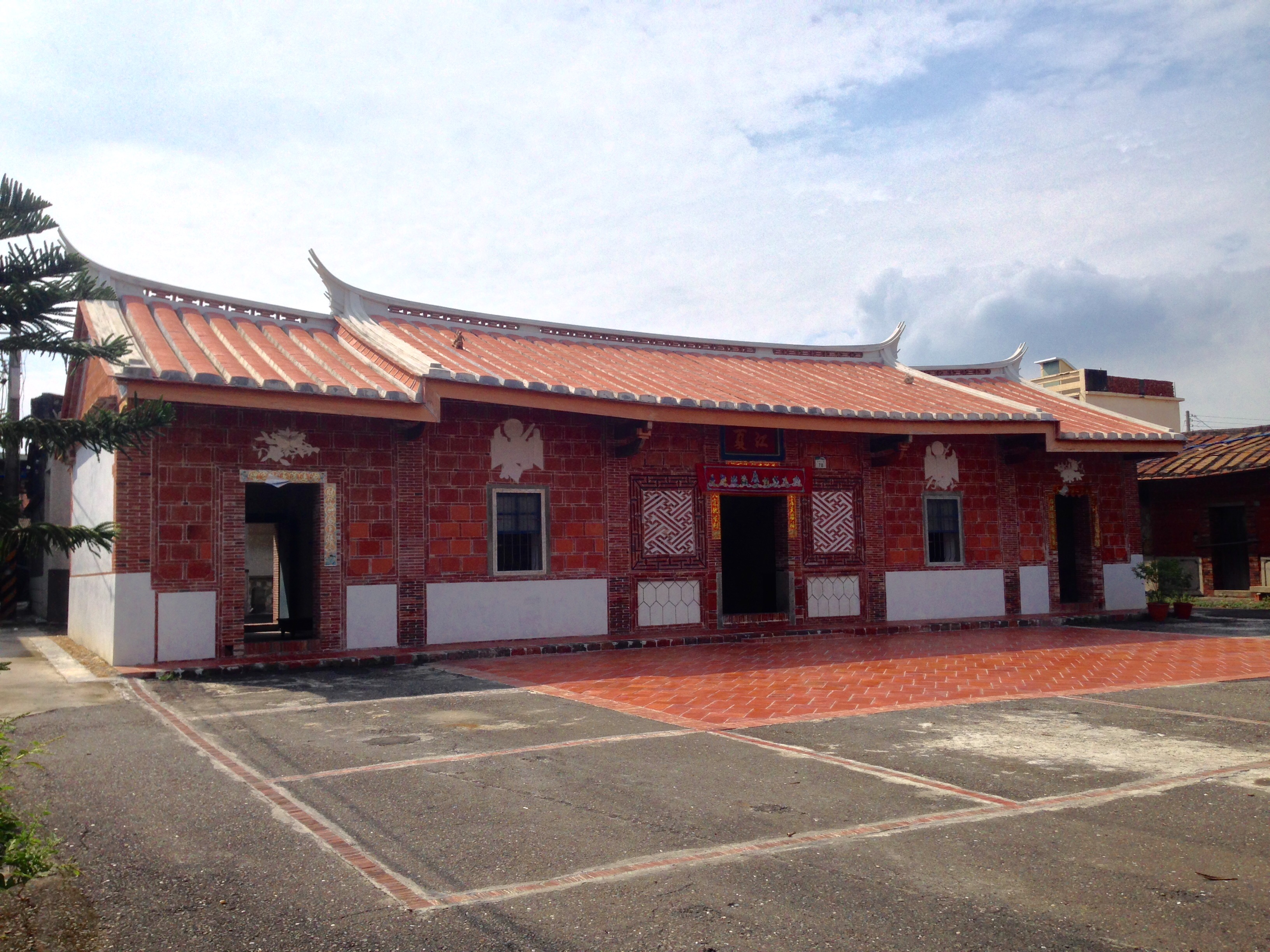
林園港埔黃家(江夏派)古厝
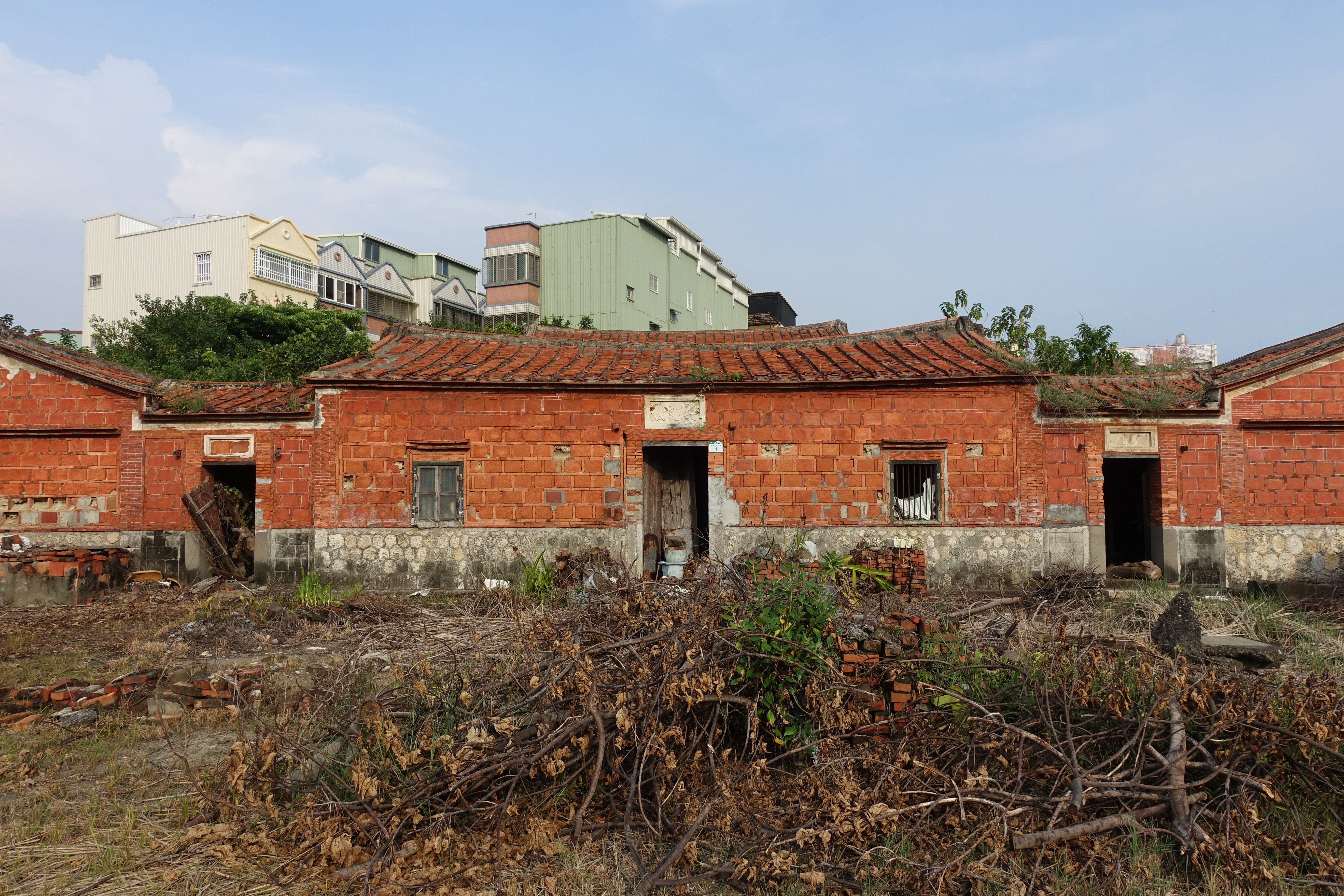
林園港埔安記棧

### 文化演藝團體
掌中戲
- 國興閣掌中劇團
- 金興閣掌中劇團

歌仔戲
- 公民姊妹歌劇團
- 正藝霞少女歌劇團
- 新協興歌劇團
- 新美興歌劇團
- 真藝霞歌劇團

音樂
- 林園區廣應廟王媽聖樂團
- 林園雅軒聖樂團-傳統音樂十全腔

詩社
- 林園詩社～傳統詩吟唱

## 教育

### 高級中等學校
- 高雄市立林園高級中學

### 國民中學
- 高雄市立林園高級中學國中部
- 高雄市立中芸國民中學

### 國民小學
- 高雄市林園區林園國民小學
- 高雄市林園區中芸國民小學
- 高雄市林園區汕尾國民小學
- 高雄市林園區王公國民小學
- 高雄市林園區金潭國民小學
- 高雄市林園區港埔國民小學

## 醫療
- 高雄市林園區衛生所
- 建佑醫院
- 霖園醫院
- 社團法人高雄市林園區社區健康營造協會
- 衛生福利部中央健康保險署

## 交通

### 水路
- 中芸↔小琉球—交通船（已停駛）
- 溪州五塊厝↔新園鄉五房仔—走沿海線高屏溪渡口（民國64年《1975》雙園大橋通車後已停設）
- 汕尾↔鹽埔仔。汕尾↔東港—走沿海線高屏溪渡口（民國64年《1975》雙園大橋通車後已停設）

### 鐵路
高雄捷運（施工中）
- 紅線（小港林園延伸線，施工中）：鳳鼻頭站 - 港埔國小站 - 林園站 - 林園工業區站
- 紅線（林園東港延伸線，規劃中）。

### 公車客運

#### 長途客運
- 高雄客運（由高雄客運林園站發車）
  - 8001 高雄－鳳山－林園（經高雄市政府四維行政中心、雄商、鳳林路、大發工業區）
  - 8041 林園－鳳山－長庚醫院－茄萣（經鳳林路）
- 高雄客運、屏東客運、國光客運聯營
  - 9117「墾丁列車」（經台17線沿海路、雙園大橋）

高雄火車站－高雄國際機場－林園－東港－林邊－枋寮－楓港－恆春－墾丁

#### 捷運接駁
- 港都客運
  - 紅3A林園幹線：小港站－鳳鳴國小－林園區公所
  - 紅3B林園幹線：小港站－林園區公所
  - 紅3C林園幹線：小港站－林園區公所（不經西溪里）
  - 紅3D林園幹線：小港站－林園區公所（不經西溪里、宏平路）
  - 紅3E林園幹線：小港站－鳳鳴里－林園區公所（不經西溪里）
- 高雄客運
  - 橘11A：林園站－高雄客運鳳山站－建軍站（捷運衛武營站）
  - 橘11B：林園站－建軍站（捷運衛武營站）
  - 橘11區間:林園站－台鐵鳳山站
- 屏東客運
  - 520：東港轉運站－捷運小港站

### 公路
- 台17線：中門路－沿海路四、三、二、一段－石化二路－雙園大橋（往來高雄市區、小港區與屏東縣新園鄉、東港鎮的重要道路。）
- 台25線：鳳林路三、二、一段（往來鳳山區、大寮區與林園區之間的主要道路。）
- 台29線（原台21線）：工業二路（沿高屏溪往大發工業區、大樹區、旗山區和甲仙區的主要道路。）
- 高81線：林內路、中厝路、潭頭路。起端接大寮區台25線鳳林一路，終抵接鳳林路三段。為往來昭明、義仁、潭頭的主要道路。
- 高82線：潭平路。起端銜接高81線潭頭路，終抵接台29線。
- 高83線：清水巖路、龍潭路、後厝路、前厝路。起端銜接台25線鳳林路二段，經清水巖、龔厝，終抵接高86線。
- 高85線：溪州一路、工業一路、溪州三路。起端銜接大寮區台25線鳳林一路，經昭明、林園區溪洲、五塊厝，終抵接台17線沿海路一段。
- 高86線：前厝路、龔厝路、林家路、王公一路、王公路、溪州二路。起端銜接台17線中門路，經龔厝、林家、王公、溪州，終抵接高85線工業一路。
- 高87線：王公路、頂厝路、港埔三路、後厝路、西溪路193巷。起端銜接台25線鳳林路二段，經王公、頂厝、西溪，終抵接高87-1線西溪路。
- 高87-1線：文賢南路、西溪路。起端銜接台17線沿海路二、三段，終抵中芸國小接高89線中芸三路、二路。
- 高88線：東林西路、東林東路。起端銜接台17線沿海路四段，終抵五塊厝接高85線。
- 高89線：林園南路、中芸三路、中芸二路、鳳芸二路、力行路、北汕二路。起端銜接台17線沿海路、台25線鳳林路口，經中芸，終抵汕尾。

## 觀光景點

### 自然

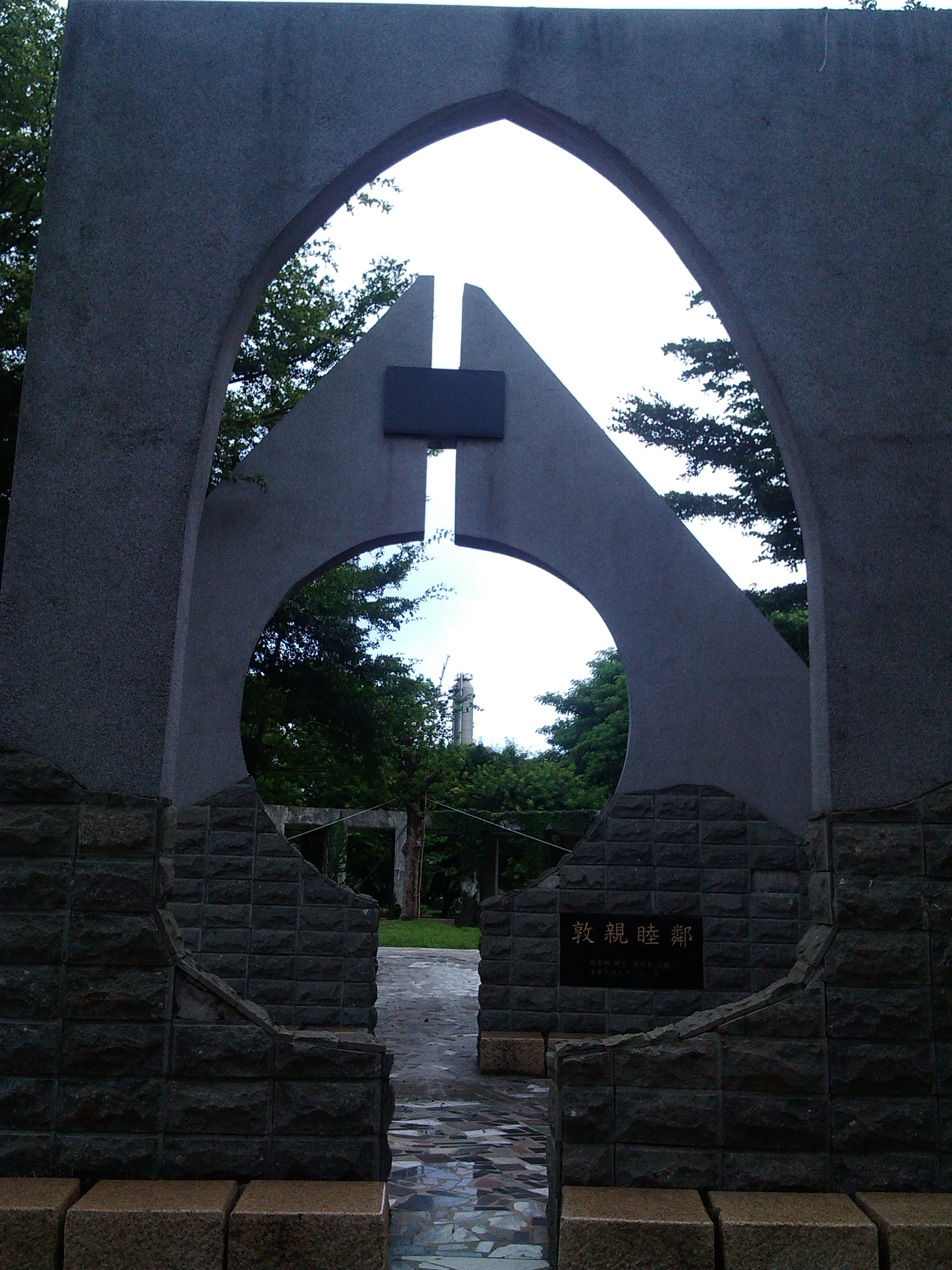
林園石化工業區旁的公園

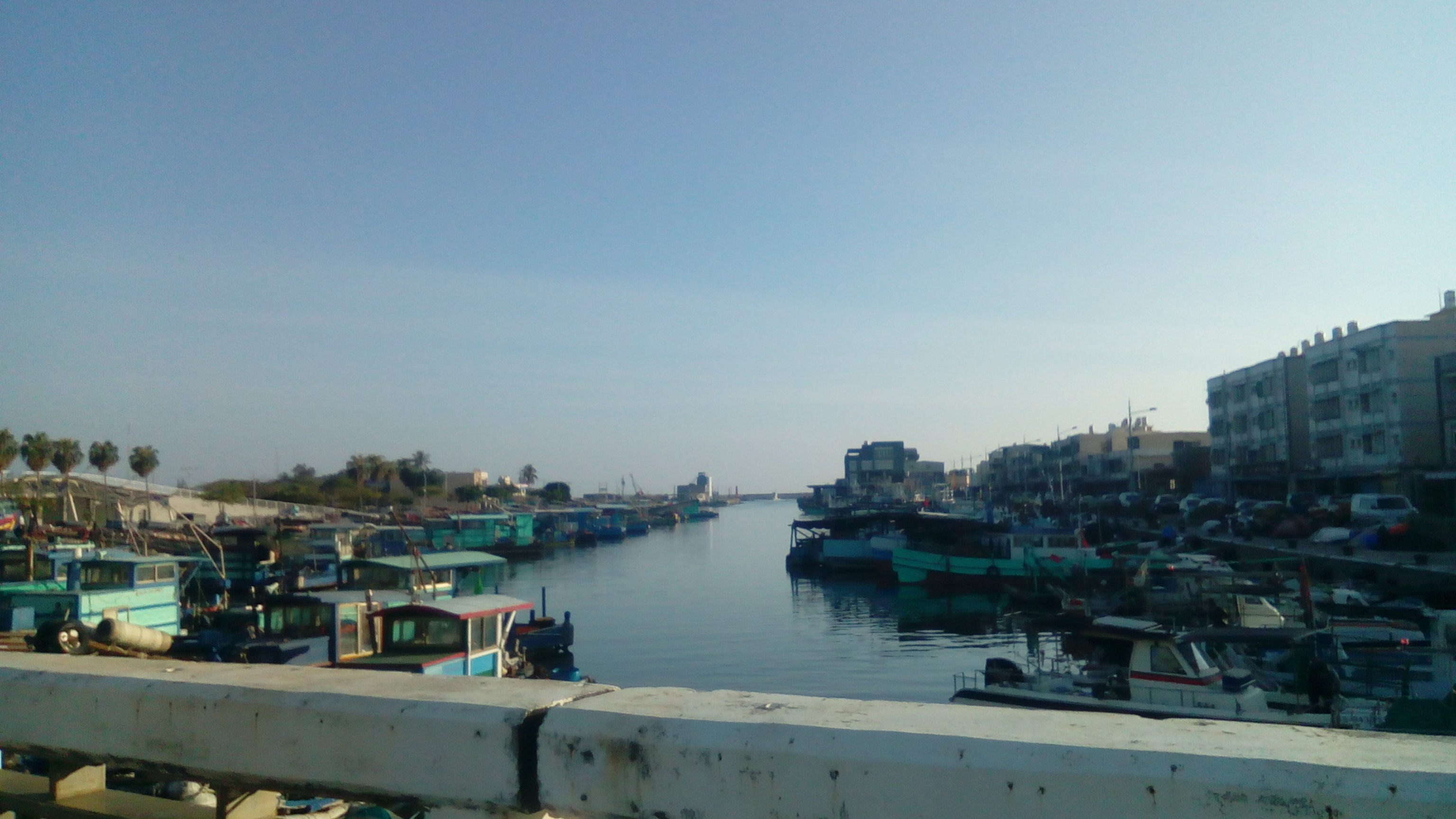
林園中芸漁港

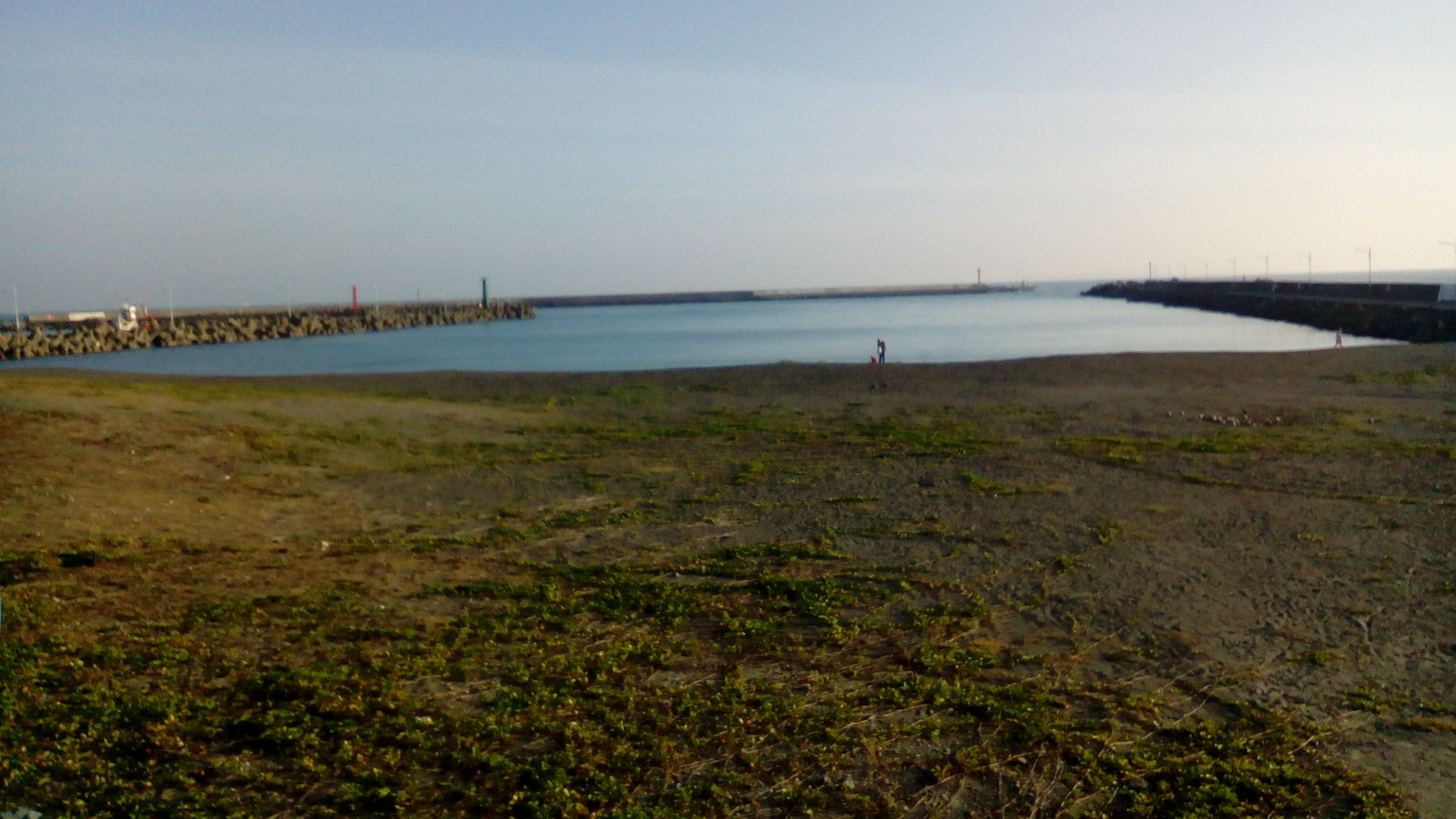
林園中芸沙灘

- 高屏溪口（舊稱淡水溪、下淡水溪[25]）
- 林園紅樹林生態區[26]
- 林園河濱公園（賞鳥）[27]
- 鳳山水庫[28]（前身鳳山采訪冊記載為 鳳山池[29])
- 中坑門海灣（古戰場）[30]
- 中芸漁港
- 九孔養殖場
- 市境之南樹

### 人文
- 中芸國小天文館[31]
- 靈泉池[32]（神秘之地，現軍事管制區無法進入）
- 唐榮公園[33]
- 石化公園
- 鳳山[34]
- 林園老街（林仔邊街）[3]
- 鳳山縣八景（之二）[35]（之二）—鳳岫春雨[36]、淡溪秋月[37]
- 中芸漁港每年夏季活動—端午節舉辦高雄縣縣長盃龍舟錦標賽[38]
- 鳳芸社區每年冬季活動—12月間舉辦海洋文化節（農漁產品饗宴）[39]

### 運動休閒
- 林園區立游泳池
- 林園區立兒童游泳池
- 林園區自行車道（高屏溪口↔嶺口旗山）
- 林園登山步道（清水巖↔鳳山水庫）
- 高雄市立圖書館林園分館
- 高雄市立圖書館林園二館

### 美食小吃
- 麵線糊
- 意麵
- 和春圓仔冰
- 粿品
- 林園夜市（每星期五及星期二）
- 林園早市
- 王記肉圓
- 蘭姐鴨肉飯
- 詹記鴨肉飯
- 臭豆腐
- 元豪湯包
- 牛老大牛肉麵
- 三哥肉圓(沒有炸的)

## 外部連結
- 高雄市林園區公所 （页面存档备份，存于）官方網站 （繁體中文）